# والدماشویک
والدماشویک (به سوئدی: Valdemarsvik) یک منطقهٔ مسکونی در سوئد است که در Valdemarsvik Municipality واقع شده‌است. والدماشویک ۲٫۸۹ کیلومتر مربع مساحت و ۲٬۷۷۲ نفر جمعیت دارد.